# Эрнандес, Илиа
Илиа Эрнандес Мартин (исп. Ilia Hernández; род. 12 апреля 1998) — испанская тяжелоатлетка, выступающая в весовой категории до 71 килограмма. Участница чемпионатов Европы.

## Биография
Илиа Эрнандес родилась 12 апреля 1998 года.

## Карьера
Илиа Эрнандес принимала участие на молодёжном чемпионате Европы 2014 года в весовой категории до 69 кг. Она подняла 76 кг в рывке и 95 кг в толчке, с итоговым результатом 171 кг финишировав на седьмом месте. На юниорском чемпионате Европы в том же году она не сумела поднять вес в рывке, но в толчке подняла 105 кг.
На молодёжном чемпионате мира в 2015 году испанка заняла шестое место с результатом 183 кг (78 + 105). В том же году она участвовала на молодёжном и юниорском чемпионатах Европы, где заняла третье и четвёртое места, соответственно. Причём для завоевания бронзы ей пришлось поднять рекордные для себя 195 кг (78 + 105).
На взрослом чемпионате Европы 2016 года она стала 12-й с результатом 188 кг (78 + 110). В том же году она стала девятой на юниорском чемпионате Европы.
В 2017 на юниорском чемпионате мира заняла девятое место, а затем стала бронзовым призёром юниорского чемпионата Европы с результатом 201 кг (85 + 116).
В 2018 году участвовала на Играх Средиземноморья, но не сумела поднять вес в рывке, однако в толчке подняла 115 кг. На чемпионате мира среди юниоров стала седьмой, а на европейском юниорском первенстве завоевала серебряную медаль.
На чемпионате Европы до 23 лет в 2019 году стала бронзовым призёром в новой весовой категории до 71 кг. Она подняла 205 кг (87 + 118).
В 2021 году стала второй на чемпионате Испании и попала в сборную Испании на чемпионат Европы в Москве.